# Valerij Il'ič Roždestvenskij
Valerij Il'ič Roždestvenskij (Leningrado, 13 febbraio 1939 – 31 agosto 2011) è stato un cosmonauta sovietico.
Sposato con un figlio, è stato selezionato astronauta il 23 ottobre, 1965. Ha volato come ingegnere di volo sulla Soyuz 23.